# Jean Terfve
Jean Terfve, né à Liège le 28 janvier 1909 et mort à Forest le 17 avril 1978, est un homme politique, militant communiste et du Mouvement wallon.

## Biographie
Jean Terfve naît à Liège dans une famille catholique et apolitique de la petite bourgeoisie avec laquelle il prend ses distances, sur le plan des valeurs, durant ses études. Il commence son droit à l’Université de Liège en 1924 et adhère aux Étudiants socialistes en 1927. Docteur en droit en 1929, il est stagiaire dans le cabinet de l’homme politique libéral Auguste Buisseret chez qui il apprécie l'ouverture d'esprit. De plus en plus en phase avec les valeurs marxistes, il se définit de gauche et défend des ouvriers poursuivis lors des grèves de 1932.
Jean Terfve adhère au Parti communiste de Belgique (PCB) en 1933 et est en rapport avec Julien Lahaut et fort influencé par Robert Lejour, alors animateur du Secours rouge international. Secrétaire et cofondateur de la section liégeoise du Comité de vigilance des intellectuels antifascistes, il devient franc-maçon (loge Hiram) et noue des contacts précieux dans ce milieu, grâce auxquels il met fin, après 1939, à l’isolement des communistes.
Dès 1940, il crée un journal clandestin, L’Espoir, qui s’adresse aux intellectuels, et pour lequel il obtient diverses collaborations et appuis dans les milieux maçonniques de gauche.
Arrêté par les Allemands au lendemain de l’attaque nazie contre l’URSS, le 22 juin 1941, enfermé au Fort de Huy, il s’en évade le 25 août 1941, avec Julien Lahaut qui, blessé, est repris.
Jean Terfve entre alors dans la clandestinité au Borinage avec sa femme Andrée, elle aussi militante communiste, où il est chargé de constituer, à partir de septembre 1941, le Front de l'indépendance (FI) en ralliant des personnes non communistes pour lutter contre les forces d’occupation.  En 1942, il est responsable du FI pour l’ensemble du Hainaut et au début de 1943, pour l’ensemble de la Wallonie à l’exception de Liège. Il est alors coopté au Comité central du PCB et collabore étroitement avec le secrétariat.
Après l’arrestation de Paul Nothomb, en mai 1943, suivie en juillet de celle de pratiquement tous les dirigeants de la structure politique et militaire clandestine du PCB, Terfve est désigné par Andor Bérei, le délégué du l'Internationale communiste présent en Belgique, pour prendre le commandement national des Partisans armés (PA). « Charlier » fait désormais partie, avec Edgard Lalmand et Bérei, de la troïka qui dirige, au niveau national, le secrétariat politique du PCB. Fin février 1944, il passe au secrétariat national du FI où il représente le PCB. Sa femme, demeurée au service de son successeur aux PA, est arrêtée le 6 juillet 1944 et déportée.
À la Libération, Terfve devient en quelque sorte le no 2 du PCB. En février 1946, il est nommé ministre de la Reconstruction dans le gouvernement Van Acker III et le gouvernement Huysmans, fonction qu'il exerce jusqu’en mars 1947. Il est aussi élu député de l’arrondissement de Mons-Borinage et conserve ce mandat jusqu’aux élections de 1958. Incarnation avec Lalmand de la ligne sectaire alignée sur Moscou, il est écarté du bureau politique lors du congrès de Vilvorde en décembre 1954 en raison de l’isolement politique et des revers électoraux subis par le PCB depuis 1949.
Jean Terfve est de nouveau élu au bureau politique dès le congrès de Gand en 1957 et y demeure jusqu’à son décès où il est toujours vice-président national du parti communiste. Enfin, il renoue avec l’action wallonne une liaison interrompue depuis 1945, date du Congrès national wallon auquel il avait participé. Il est une figure de premier plan du Mouvement populaire wallon dont auquel il adhère dès sa création en 1961. Il organise notamment avec ses militants le Pétitionnement wallon en 1963.
Jean Terfve est de nouveau brièvement parlementaire de 1965 à 1968 en tant que sénateur provincial de Liège.
Ce grand bourgeois, que la social-démocratie enviait au PCB, demeura toute sa vie, à travers ses propres échecs et ceux de son parti, fidèle à son engagement pris en 1933.

## Distinction
- Médaille de la résistance armée 1940-1945 en 1947.

### Articles connexes

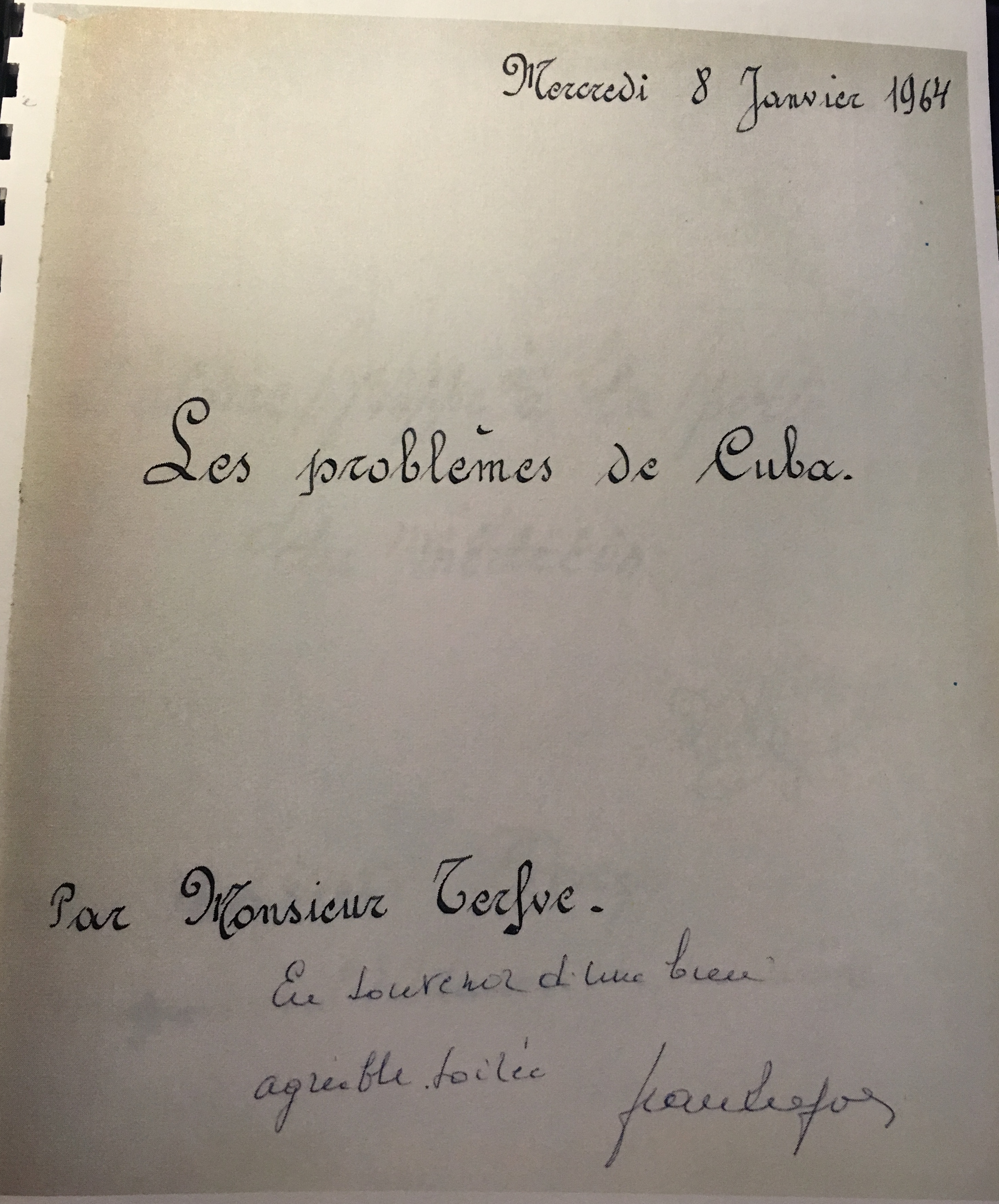
Réunion le 8 janvier 1964 au Château Dreze à Trooz, sujet du jour "Les problèmes de Cuba"